# Need for Speed: ProStreet
Need for Speed: ProStreet est un jeu vidéo de course automobile développé par EA Black Box et édité par Electronic Arts en 2007 de la série des Need For Speed. Le jeu est disponible sur PlayStation 2, PlayStation 3, Wii, Windows, Xbox 360, Nintendo DS, PSP.

## Versions du jeu
Le jeu est sorti en 2007, sur plusieurs plateformes de différentes générations et se décline en plusieurs versions, dont la principale est celle sortie pour les consoles haute définition ainsi que pour le PC. Un portage PlayStation 2 et Wii existe également, ou les graphismes se rapproche du précédent opus, Need For Speed: Carbon. La version PSP est semblable à la version PlayStation 2, déchargé de quelques épreuves et enfin une version pour la Nintendo DS, bien plus basique mais disposant du jeu en réseau.

## Courses et rois
- Grip :  course sur circuit où le vainqueur est le 1er à avoir franchi la ligne d'arrivée au bout de plusieurs tours.
- Drift : portion d'une piste où le vainqueur est celui qui a réalisé le plus de points.
- Sprint 400 m : course de dragster en ligne droite. Attention à ne pas partir trop tôt, sous peine d'être disqualifié pour faux départ. Le vainqueur est le 1er à franchir la ligne d'arrivée.
- Sprint 800 m : même règle que le 400m avec une distance plus longue.
- Maxi defi : course de sprint où l'on peut atteindre les 300 km/h. Attention à ne pas perdre le contrôle de la voiture, sous peine de partir dans le décor. Le vainqueur est le 1er à franchir la ligne d'arrivée.
- Contre-la-montre : course sur circuit où le vainqueur est le 1er à avoir réalisé le meilleur temps.
- Course aux segments : course sur circuit où le vainqueur est celui ayant le plus de points dans les segments.
- Concours de roue arrière : course de dragster où le vainqueur est celui qui réalise la roue arrière la plus longue, voire toute la course.
- Défi vitesse maxi : course similaire au maxi défi. Le vainqueur est celui qui a la plus grande vitesse de pointe en additionnant les vitesses prélevées aux radars.
- Dans le jeu, il existe 5 rois pour chaque discipline, sachant que Ryo Watanabe est le dernier boss :
  1. Aki Kimura (Equipe Touge Union), Roi du Drift. (Drift King) Voiture : Mazda RX-7 FD3S (Organisation : Noise Bomb)
  2. Ray Krieger (Equipe Grip Runners), Roi du Grip. (Grip King) Voiture : BMW M3 E92 (Organisation : G Effect)
  3. Karol Monroe (Equipe After Mix), Reine du Sprint. (Drag King) Voiture : Ford Mustang GT (Organisation : Rogue Speed)
  4. Nate Denver (Equipe Boxcut), Roi du Maxi Défi. (Speed King) Voiture : Pontiac GTO '69 (Organisation : Nitrocide)
  5. Ryo Watanabe (Equipe Apex Glide), Roi des Rois. (Showdown King) Voiture : Mitsubishi Lancer Evolution X (Organisation : Super Pomotion)

## Développement
Le jeu fut tout d'abord dévoilé à partir d'un court teaser diffusé le 21 mai 2007. Elle présentait une voiture, une Mazda RX-7 sur un circuit apparemment fermé. On voyait la voiture abîmée, puis plus tard dans la vidéo, on voyait une autre Mazda RX-7 avoir un accident avec des dégâts très réalistes, ce qui laissait penser que le jeu gèrerait les dégâts. Cela faisait depuis l'épisode Underground que les dégâts n'avaient plus été intégrés sur les voitures pilotées par le joueur : ils étaient juste réduits à l'état de simples rayures et de vitres brisées le temps de la "caméra saut", qui gère aussi les accidents. La vidéo affichait la date du 31 mai 2007 à la fin de la vidéo. Le jeu, se deroulera de jour et dans le monde (14 métropoles mondiales seront explorées dont Los Angeles, Tokyo, Paris, Chicago et Londres.
Dix jours plus tard, le 31 mai 2007, une autre vidéo, plus longue cette fois-ci, présentait les deux Mazda sur le même plan. Elles font la course, et on voit une des RX-7 se prendre un autre accident, semblant montrer que le jeu intégrera bel et bien la gestion des dégâts. Le titre est aussi annoncé : il s'agira de Need for Speed: ProStreet, confirmant les rumeurs qui avaient été diffusées plusieurs mois auparavant.
Le jeu est finalement sorti en novembre 2007.

## Bande son
Le 7 septembre 2007, Junkie XL sort le single Plus, en collaboration avec Electronic Arts. En plus de ce single, Junkie XL compose la bande originale du jeu.
La bande son comporte 37 chansons de différents artistes.
| Artiste                       | Titre                                                       |
| ----------------------------- | ----------------------------------------------------------- |
| Peaches                       | Boys Wanna Be Her (Tommie Sunshine’s Brooklyn Fire Retouch) |
| Chromeo                       | Fancy Footwork (Guns ‘N Bombs Remix)                        |
| Yelle                         | À cause des garçons (Riot In Belgium Remix)                 |
| Junkie XL                     | Bezel                                                       |
| Junkie XL feat. Lauren Rocket | More (Junk O Flamenco Remix)                                |
| CSS                           | Odio Odio Odio Sorry C                                      |
| We Are Wolves                 | Fight And Kiss                                              |
| Foreign Islands               | We Know You Know It                                         |
| Neon Plastix                  | On Fire                                                     |
| Junkie XL feat. Lauren Rocket | More (Junk O Punk Remix)                                    |
| Junkie XL                     | Decalomainia                                                |
| The Toxic Avenger             | Escape (The Bloody Beetroots Remix)                         |
| UNKLE feat. Josh Homme        | Restless                                                    |
| MSTRKRFT                      | Neon Knights                                                |
| Datarock                      | I Used To Dance With My Daddy (Karma Harvest Mix)           |
| Plan B                        | No Good (Chase & Status and Benni G Remix)                  |
| Wiley                         | Bow E3                                                      |
| Junkie XL                     | Castellated Nut                                             |
| Dude 'n Nem                   | Watch My Feet                                               |
| Plan B feat. Epic Man         | More Is Enough                                              |
| Airbourne                     | Blackjack                                                   |
| Avenged Sevenfold             | Almost Easy                                                 |
| Clutch                        | Power Player                                                |
| Year Long Disaster            | Leda Atomica                                                |
| Junkie XL feat. Lauren Rocket | More (Junk O Rock Remix)                                    |
| Bloc Party                    | The Prayer (Does It Offend You, Yeah? Remix)                |
| Digitalism                    | Pogo                                                        |
| The Rapture                   | The Sound                                                   |
| Klaxons                       | Atlantis To Interzone                                       |
| Dúné                          | A Blast Blast                                               |
| The Horrors                   | Draw Japan                                                  |
| Yeah Yeah Yeahs               | Kiss Kiss                                                   |
| The Faint                     | Dropkick The Punks                                          |
| TV On The Radio               | Wolf Like Me                                                |
| Smallwhitelight               | Spite                                                       |
| Junkie XL                     | Brake Pipe and Hose                                         |
| Junkie XL feat. Lauren Rocket | More                                                        |